# Куньмин Чаншуй (аэропорт)
Международный аэропорт Куньмин Чаншуй (ИАТА: KMG, ИКАО: ZPPP) — основной коммерческий аэропорт, обслуживающий столицу китайской провинции Юньнань город Куньмин. Порт расположен на территории деревни Чаншуй в 24,5 километрах к северо-востоку от центра города в горной местности на высоте 2103 метров над уровнем моря. Воздушная гавань была официально открыта в 8 часов утра местного времени (UTC+8) 28 июня 2012 года и приняла на себя весь коммерческий трафик прежнего международного аэропорта Куньмин Уцзяба, который впоследствии был ликвидирован.
Международный аэропорт Куньмин Чаншуй представляет собой один из главных пересадочных узлов Китая на стыковочных рейсах между Южной и Юго-Восточной Азией и является хабом для авиакомпаний China Eastern Airlines, Kunming Airlines, Lucky Air, Sichuan Airlines и Ruili Airlines.
Аэропорт эксплуатирует две длинных (4 и 4,5 километра) взлётно-посадочных полосы с асфальтовым покрытием. В 2014 году услугами порта воспользовалось 32 230 883 человек, в 2018 году пассажирский трафик составил 47 миллионов человек.
Дизайн пассажирского терминала международного аэропорта Чаншуй был разработан архитектурной компанией SOM при поддержке инженерной формы Arup.

## Терминал
Здание пассажирского терминала международного аэропорта Чаншуй занимает площадь в 548 300 квадратных метров, являясь вторым по размеру среди всех терминалов аэропортов Китая. В пассажирском терминале работают 88 выходов на посадку, 66 из которых оборудованы телескопическими трапами.

## Строительство
Строительства аэропорта началось в 2009 году, на начальном этапе порт имел неофициальное название международный аэропорт имени Чжэн Хэ. В течение относительно короткого времени строительных работ произошло два серьёзных инцидента. Первый случился 3 января 2010 года при обрушении незавершённого путепровода, в результате чего погибло семь рабочих. Второй инцидент произошёл 28 июня 2011 года при обрушении строящегося туннеля, в результате чего одиннадцать рабочих получили травмы различной степени тяжести.
Возведение здания пассажирского терминала было полностью завершено в июле 2011 года.

## Транспорт
На территории аэропорта находится конечная станция Линии 6 Куньминского метрополитена, которая была открыта одновременно с открытием самого аэропорта.
Международный аэропорт Чаншуй соединён с городом 13-километровой платной автомагистралью и общедоступной региональной автодорогой S101.

## Авиакомпании и направления

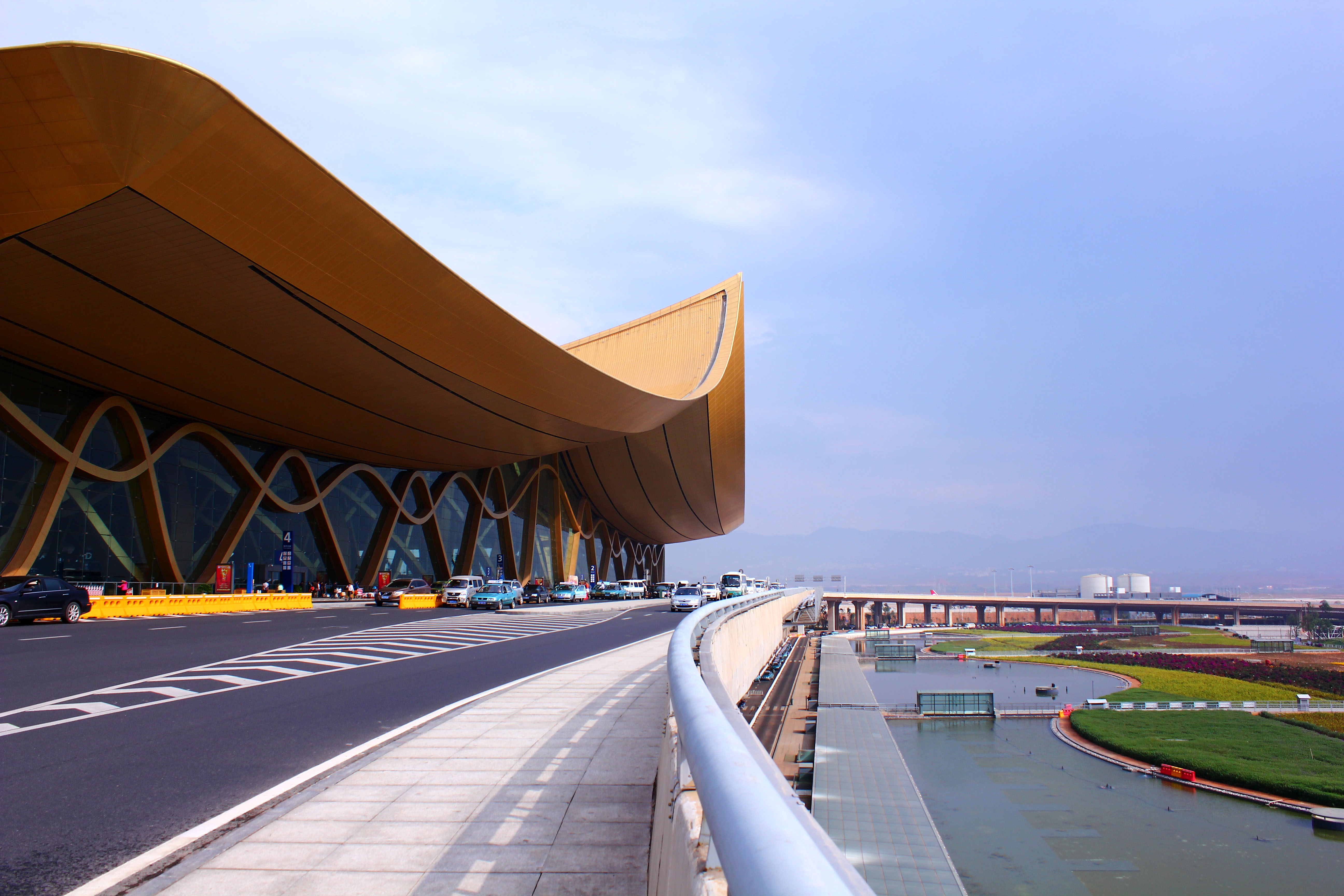
Вид на торец пассажирского терминала

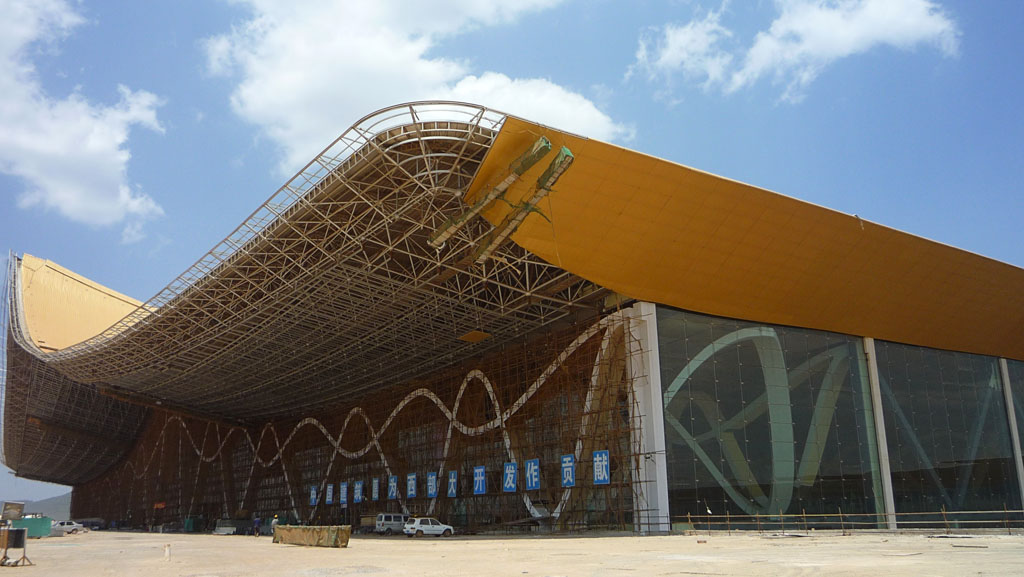
Вход в пассажирский терминал

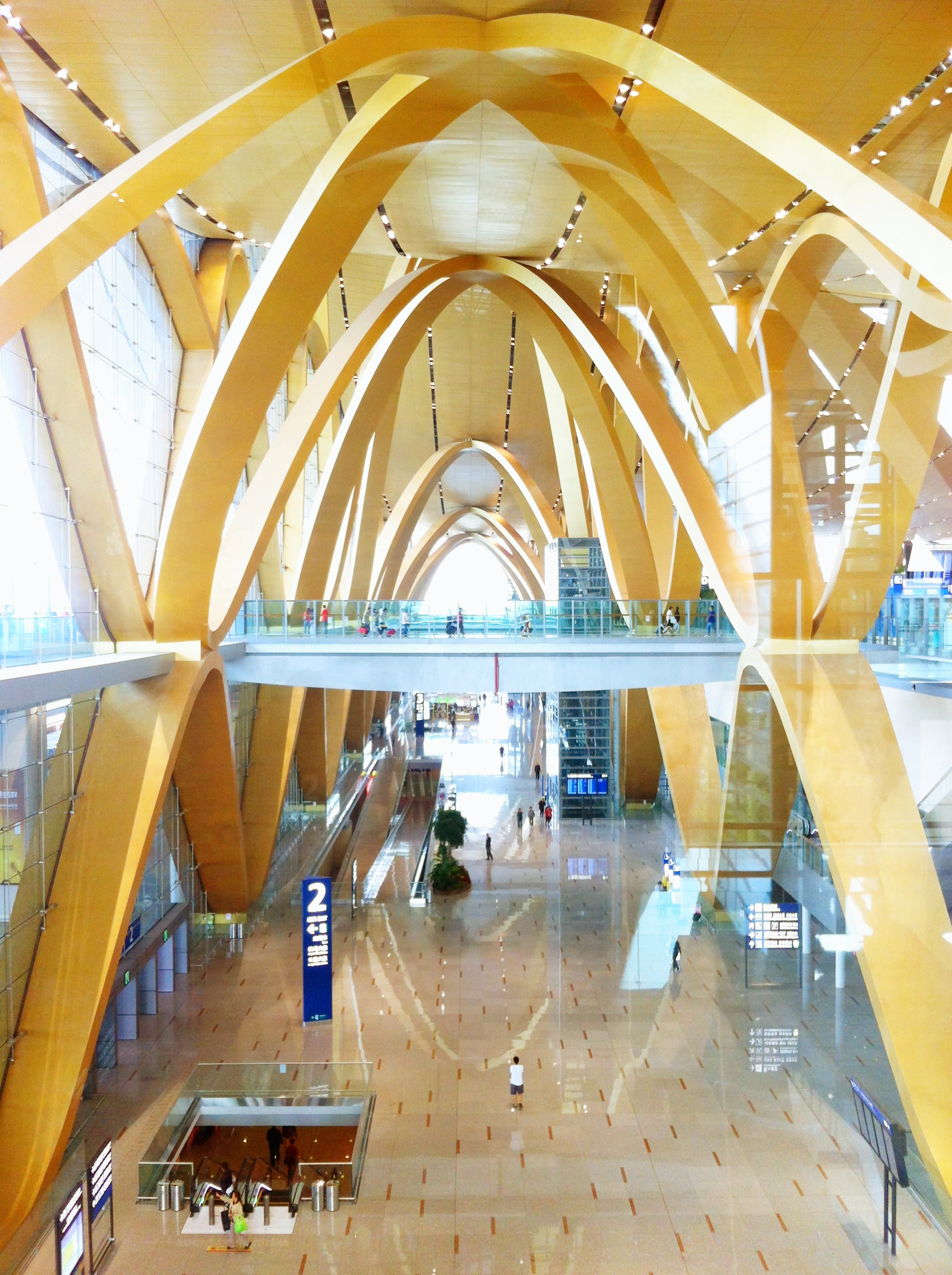
Внутри здания пассажирского терминала

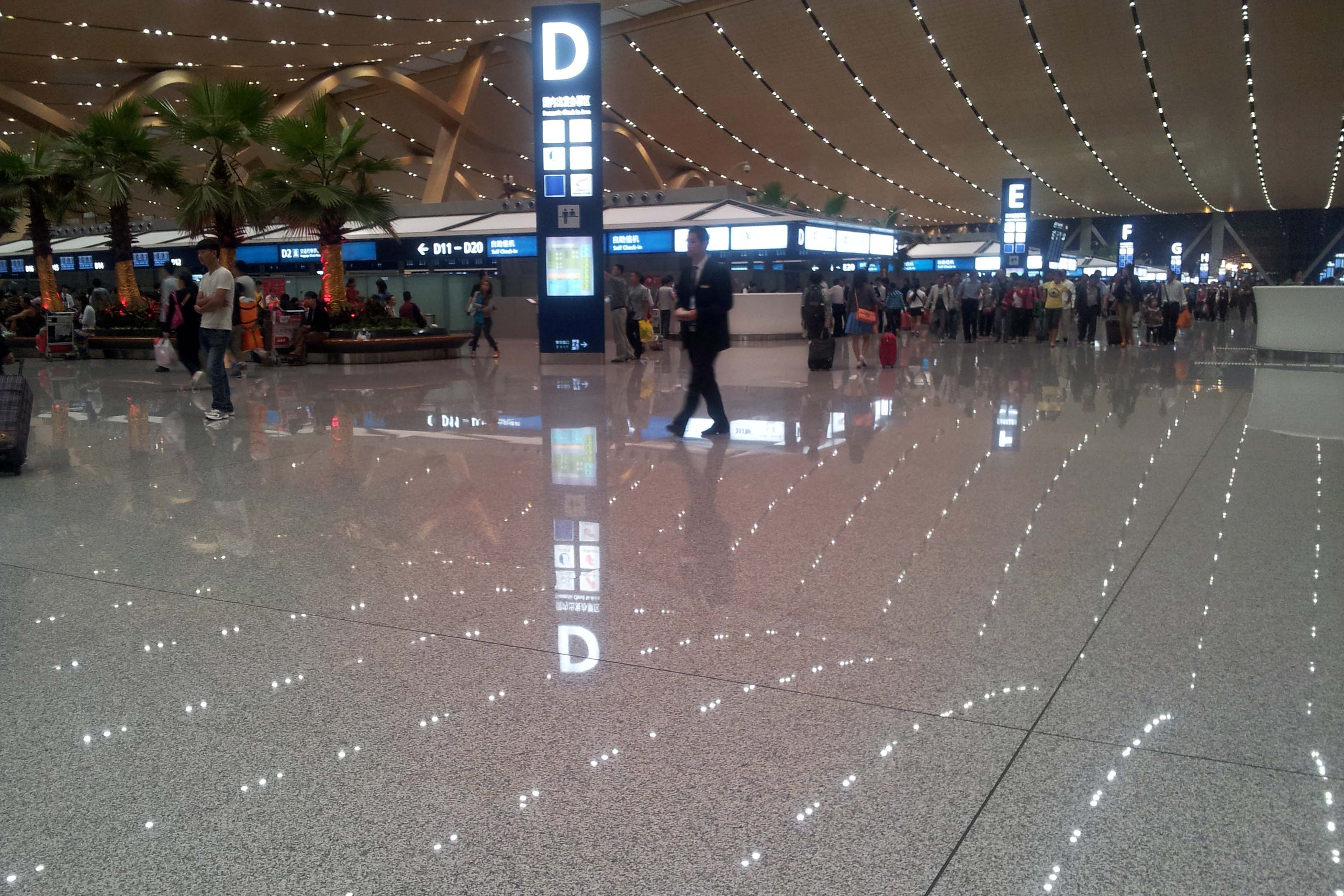
Зона регистрации пассажирского терминала

## fПримечания
1. ↑  Newly-built Kunming Changshui Int'l Airport to be put into operation (англ.) (8 июня 2012). Архивировано из оригинала 5 декабря 2013 года.
2. ↑  Shi Guanglin (史广林). zh:投资230亿 昆明将拥有国家大型门户枢纽机场 (кит.) (недоступная ссылка — история). Chinanews Yunnan (25 ноября 2008). Дата обращения: 5 августа 2012.
3. ↑  zh:昆明新机场规划设计创新 (кит.) (8 мая 2010). Архивировано 13 марта 2012 года.
4. ↑  7 dead, 34 injured in SW China overpass collapse. Дата обращения: 10 января 2016. Архивировано 4 марта 2016 года.
5. ↑  马玉佳. Kunming airport collapse injures 11 (англ.). Дата обращения: 1 июня 2015. Архивировано 3 марта 2016 года.
6. ↑  Main work of terminal project of new Kunming airport to be completed (англ.). Дата обращения: 1 июня 2015. Архивировано из оригинала 4 марта 2016 года.
7. ↑  东航云南8月1日新开昆明—六盘水—上海航线_民航新闻_民航资源网. Дата обращения: 10 января 2016. Архивировано 5 марта 2016 года.
8. ↑  Lucky Air launches Kunming to Phuket. Дата обращения: 10 января 2016. Архивировано 20 февраля 2016 года.
9. ↑  Lucky Air Adds Kunming – Sihanoukville Service from late-Nov 2015 | Airline Route. Дата обращения: 10 января 2016. Архивировано 20 февраля 2016 года.
10. ↑  Lucky Air Adds Kunming - Jeju Service Sept/Oct 2015. Airlineroute.net (24 августа 2015). Дата обращения: 25 августа 2015. Архивировано 24 декабря 2015 года.
11. ↑  Vietnam Airlines Adds Nha Tang – China Routes in S15 (англ.). Дата обращения: 1 июня 2015. Архивировано 18 мая 2015 года.